# Anastasia Avramidou
Anastasia Avramidou (griechisch Αναστασία Αβραμίδου; * 29. Januar 2000) ist eine griechische Schachspielerin, die 2016 den FIDE-Titel Woman International Master (Internationaler Meister der Frauen) errang.

## Leben
Anastasia Avramidou wuchs bei Thessaloniki auf. Sie graduierte 2018 von der Privatschule Fryganioti (Εκπαιδευτήρια Φρυγανιώτη) mit Bestleistung und studiert seitdem Medizin an der Aristoteles-Universität Thessaloniki (Stand 2022).

## Schachkarriere
Nachdem Anastasia Avramidou mit sechs Jahren eine Werbung für das Schachspielen gesehen hatte, begann sie zusammen mit ihrer jüngeren Schwester im Schachclub Polichni bei Thessaloniki, dieses Spiel zu erlernen. Bereits mit acht Jahren gewann sie erstmals die griechischen Schachmeisterschaften ihrer Altersgruppe. Sie wurde auch 2012, 2013 und 2014 in den entsprechenden Alterskategorien griechische Schachmeisterin. Bei der Jugendeuropameisterschaft im Schach konnte sie zweimal in den Kategorien unter 12 Jahren (2012) und unter 14 Jahren (2014) den ersten Platz einnehmen sowie bei den Schulschachmeisterschaften unter 15 Jahren siegen. Bei zwei Weltmeisterschaften trug sie ebenfalls den Sieg davon: Weltschulmeisterschaften der unter 9-Jährigen (2009 in Thessaloniki) und der unter 13-Jährigen (2013 in Chalkidiki).
2012 wurde sie Schach-Europameisterin in der Altersgruppe unter 12 Jahren. Um ihre Leistung zu ehren, wurde sie anschließend vom griechischen Staatspräsident Karolos Papoulias in seine Residenz eingeladen. Sie gehört seit 2014 dem Sportverein PAOK Thessaloniki an, der sie auch finanziell unterstützte.
Seit 2016 trägt sie den Titel Internationaler Meister der Frauen (WIM, englisch Woman International Master). Im selben Jahr wurde sie mit 16 Jahren Mitglied der griechischen Frauennationalmannschaft und nahm an der Schacholympiade in Baku mit dem griechischen Frauenteam teil, gewann 7 Punkte für ihre Mannschaft und gelangte auf Platz 49. Bei der folgenden Schacholympiade 2018 kam sie mit ihren Teamkolleginnen Anna-Maria Botsari, Stavroula Tsolakidou, Ekaterina Pavlidou, und Haritomeni Markantonaki auf Platz 37 und gewann wieder 7 Punkte. Ihr Team verbesserte sich vier Jahre später in Chennai auf Platz 29, sie selbst trug dazu 7,5 Punkte bei. Bei der Schacholympiade in Budapest 2024 erreichte sie mit dem griechischen Frauenteam den 17. Platz und gewann 8 Punkte für ihre Mannschaft.
Seit 2020 erteilt Anastasia Avramidou Kindergarten- und Grundschulkindern Schachunterricht. Mit 2281 Punkten war sie im Februar 2025 die Zweite auf der griechischen FIDE-Rangliste der Schachspielerinnen. Ihre bisher höchste Elo-Zahl war 2321 im Oktober 2022. 2022 zählte die Zeitung Kathimerini Anastasia Avramidou zu den „vier griechischen Königinnen des Schachbretts der Welt“ (Ελληνίδες βασίλισσες της παγκόσμιας σκακιέρας).